# Olof Pryss
Olof Pryss, född 22 juni 1708 i Åbo, död där 2 december 1785, var en svensk-finländsk rättsvetenskapsman.

## Biografi
Olof Pryss tillhörde en gren av ätten Prytz som vid hans tid var ofrälse, men som sedermera skulle adopteras på den adliga ätten. Hans far Anders Pryss var verksam vid Kungliga Akademien i Åbo, stundtals dess rektor, och professor. Modern var faderns första hustru. Hon hette Charlotta Wallenstjerna, var adlig och tillhörde Bureätten. Professor Samuel Pryss var hans bror. 
Olof Pryss studerade vid Kungliga Akademien i Åbo där han inskrevs under en flykt undan ryssarna till Sverige 1722, och tog magistergraden 1732 sedan han försvarat två avhandlingar för Henrik Hassel och Nils Hasselbom. Året därefter inskrevs han vid Uppsala universitet, samt blev auskultant vid amiralitetsunderrätten för att lära sig juristyrket. År 1743 blev han handsekreterare till riksrådet greve Taube för att samma år få tjänst vid flottan som advokatfiskal. 
Pryss återkom till Finland 1744 för att året därpå bli auskultant vid Åbo hovrätt. Han kallades 1747 till Åbo akademi som professor i juridik och docens, och tog juris utriusque doktorsgraden 1752. Han var rektor åren 1750–51 och 1759–60.
Pryss var gift med Margareta Amnell. Deras son Anders Johan Pryss adopterades på deras släktingaras adliga namn och nummer.